# Lucette (film, 1924)
Pour les articles homonymes, voir Lucette.
Lucette est un film muet français réalisé par Louis Feuillade et Maurice Champreux et sorti en 1924.

## Fiche technique
- Réalisation : Louis Feuillade et Maurice Champreux
- Scénario : Louis Feuillade
- Images : Maurice Champreux et Léon Morizet
- Montage : Maurice Champreux
- Décors : Robert-Jules Garnier
- Société de production : Société des Établissements L. Gaumont
- Format : Muet - Noir et blanc  - 1,33:1 - 35 mm
- Date de sortie : 
  - France : 21 novembre 1924

## Distribution
- Bouboule : Lucette
- Henri-Amédée Charpentier : le virtuose Pascalon
- René Poyen
- Prouzac
- Alice Tissot